# Liselotte Willführ
Liselotte Willführ (* 25. Dezember 1912 in Braunschweig; † 19. Januar 1992) war eine deutsche Schauspielerin und Hörspielsprecherin.

## Leben
Nach dem Lyzeum schloss sich der Besuch der Theaterschule am Deutschen Schauspielhaus in Hamburg an. Erste Rollen spielte sie 1938 an dem Stadttheater Gotha. Ab 1940 war sie  Ensemblemitglied am Thalia Theater.
Liselotte Willführ wirkte auch in verschiedenen Fernseh- und Hörspielproduktionen, überwiegend für den Nordwestdeutschen Rundfunk (NWDR) bzw. Norddeutschen Rundfunk (NDR), mit. Darunter befand sich im Jahr 1961 die erste Staffel der bekannten Fernsehserie Gestatten, mein Name ist Cox, die in den damaligen Regionalprogrammen (Vorabendprogramme) der ARD ausgestrahlt wurde. Zudem war sie als Synchronsprecherin tätig. So konnte man sie unter anderem als die deutsche Stimme von Alice Brady in dem Film Tanz mit mir hören.

## Filmografie (Auswahl)
- 1953: Schneeweißchen und Rosenrot (Fernsehfilm)
- 1954: Der Teufel fährt in der 3. Klasse (Fernsehfilm)
- 1954: Hin und her (Fernsehfilm)
- 1955: Der kleine Napoleon (Fernsehfilm)
- 1957: Die unentschuldigte Stunde
- 1960: …und nach uns die Sintflut (Fernsehfilm)
- 1960: Madame Sans-Gêne (Fernsehfilm)
- 1961: Gestatten, mein Name ist Cox (Fernsehserie) – 13 Folgen
- 1962: Die glücklichen Jahre der Thorwalds (Fernsehfilm)
- 1962: Schönes Wochenende (Fernsehfilm)
- 1963: Hafenpolizei – Die Ölspur (Fernsehserie)
- 1966: Zwei wie wir … und die Eltern wissen von nichts
- 1967: Wenn der junge Wein blüht (Fernsehfilm)
- 1967: Aktenzeichen XY ungelöst (Darstellerin in Filmfall)
- 1969: So war Mama (Fernsehfilm)
- 1973: Ein besserer Herr (Fernsehfilm)

## Hörspiele (Auswahl)
- 1946: Eins – Zwei – Drei – Regie: Ludwig Cremer
- 1947: Nachkriegswinter – Der 29. Januar 1947 – Regie: Ludwig Cremer
- 1948: Das Bildnis des Dorian Gray – Regie: Hans Quest
- 1950: Schlüssel-Komödie – Regie: Fritz Schröder-Jahn
- 1951: Die Landung – Regie: Fritz Schröder-Jahn
- 1951: Die Generalprobe – Regie: Hans Rosenhauer
- 1951: Das alibi – Regie: Wolfgang Schwade
- 1951: Der Weg zum Weltraumschiff – Regie: Fritz Schröder-Jahn
- 1951: Die Butterblume – Regie: Hans Rosenhauer
- 1953: Die Schauspielerin – Regie: Otto Kurth
- 1954: Unter dem Milchwald – Regie: Fritz Schröder-Jahn
- 1955: Weh dem, der nicht lügt – Regie: Gerlach Fiedler
- 1955: Die gestohlene Muse – Regie: Gerda von Uslar
- 1955: Das Atelierfest – Regie: Fritz Schröder-Jahn
- vor 1956: Hörspiele der Zeit (1): Das Ei der Columba – Autor und Regie: Kurt Reiss
- 1956: Ferien – Regie: S. O. Wagner
- 1956: Das Haus voller Gäste – Regie: Ludwig Cremer
- 1956: Der Mord an Roger Ackroyd oder Alibi – Regie: Wolfgang Schwade
- 1956: Das Haus voller Gäste – Regie: Ludwig Cremer
- 1957: Die Bartschedel-Idee – Regie: Fritz Schröder-Jahn
- 1957: Der Patenttopf – Regie: Hanns Farenburg
- 1957: Von Aristoteles bis Hipperich – Regie: Gert Westphal
- 1957: Der Mann, der nicht schlafen konnte (6. Teil: Pension Wanderers Ruh) – Regie: Hans Rosenhauer
- 1957: Gehupt wie gesprungen – Regie: Gerlach Fiedler
- 1957: Moselfahrt – Regie: Gerda von Uslar
- 1958: Ein Fünfmarkstück namens Müller – Regie: Kurt Reiss
- 1958: Die Jagd nach dem Täter (Folge: Der perfekte Überfall) – Regie: S. O. Wagner
- 1958: Der Seelentröster – Regie: S. O. Wagner
- 1959: Spionage (5. Teil: Affäre Dimitrios) – Regie: S. O. Wagner
- 1959: Die Jagd nach dem Täter (Folge: Die Schlinge) – Regie: S. O. Wagner
- 1959: Gestatten, mein Name ist Cox (3. Staffel: 1. und 6. Teil) – Regie: S. O. Wagner
- 1959: Die Jagd nach dem Täter (Folge: Juwelenraub an der Riviera) – Regie: S. O. Wagner
- 1961: Die Jagd nach dem Täter (Folge: Eine todsichere Sache) – Regie: S. O. Wagner
- 1961: Die Jagd nach dem Täter (Folge: Wo ist der Tote?) – Regie: S. O. Wagner
- 1961: Die Jagd nach dem Täter (Folge: Reptile) – Regie: S. O. Wagner
- 1962: Die Jagd nach dem Täter (Folge: Anruf im Belvedere) – Regie: S. O. Wagner
- 1964: Abenteuer der Zukunft (Folge: Atollopur, die Stadt auf dem Meer) – Regie: S. O. Wagner
- 1964: Der kleine Lord
- 1964: Die Jagd nach dem Täter (Folge: Der Feinschmecker) – Regie: S. O. Wagner
- 1966: Der Bräutigam – Regie: Fritz Schröder-Jahn
- 1973: Das sonderbare Telefon – Regie: Gustav Burmester
- 1981: Kleine Freiheit oder Kiez – Regie: Gerlach Fiedler
- 1982: Wenn Gott die Sehnsucht wirklich braucht – Regie: Hans Rosenhauer